# Mense curiale
La mense curiale est un établissement public du culte. Elle est propriétaire de biens distincts de ceux de la fabrique, et qui sont les biens matériels, meubles et immeubles, destinés à faciliter et améliorer la vie du curé. Elle est administrée par le prêtre de la paroisse, curé ou desservant, qui a la jouissance et les charges de la mense, sous surveillance de l'évêque et du conseil de fabrique.  Elle a pour objet d'augmenter les revenus du titulaire de la cure ou de la succursale.
La mense curiale est régie par le décret du 6 novembre 1813, article 1-15 :
« La fabrique, établie près de chaque paroisse, est chargée de veiller à la conservation des dits biens » (art. 1)
« Les titulaires exercent les droits d’usufruit » (art. 6).
À partir de l'ordonnance du 2 avril 1827, la mense curiale a été considérée comme un établissement public, distinct de la fabrique.

## Mense curiale en France
Les menses curiales sont supprimées par la loi de séparation des Églises et de l'État en 1905. 
Dans les trois départements de la Moselle, du Bas-Rhin et du Haut-Rhin les menses sont maintenues comme établissements publics.

## Mense curiale en Alsace-Moselle
En 1905, lors de la séparation des Églises et de l'État, les départements de la Moselle, du Haut-Rhin et du Bas-Rhin étaient intégrés à l’Empire Allemand et ne furent donc pas soumis à ces dispositions législatives. Après le retour à la France, l’Alsace-Moselle conserve certaines dispositions législatives, dénommées aussi « droit local » ainsi que le Concordat, dont les conseils de fabrique et les menses font partie. Quelques modifications furent apportées au fil du temps.
La fabrique d’église et la mense curiale sont deux établissements publics du culte distincts. À côté de chaque fabrique d’église existe une mense curiale. Mais lorsqu'un curé unique est responsable de plusieurs paroisses, les différentes menses se trouvent fusionnées en une, tel est le cas des communautés de paroisses.
La gestion de la mense curiale est supervisée par le conseil de fabrique, surtout lorsque la mense curiale est propriétaire de biens immobiliers et en cas de vacance de la paroisse. Quant au trésorier, son rôle se limite à la comptabilisation et à la présentation des comptes au curé. Mais seul le curé décide de l’emploi des fonds disponibles .
La mense curiale est souvent considérée comme compte de la pastorale. La mense est le destinataire normal des « quêtes curiales » ainsi que des quêtes des mariages et enterrements. Il est clair que ces biens sont « à disposition du curé » et ne sont pas sa propriété personnelle. (cf. canon 530 : « l’offrande des fidèles doit être confiée au fond de la paroisse… »). Ainsi, la mense curiale ne migre pas avec le curé qui change d’affectation, elle reste attachée à la paroisse, à la disposition du nouveau curé dès qu’il est en fonction.
La mense peut établir des reçus fiscaux. Elle bénéficie également des « chèques-emploi-services » réservés aux particuliers.